# Jenna Wolfe

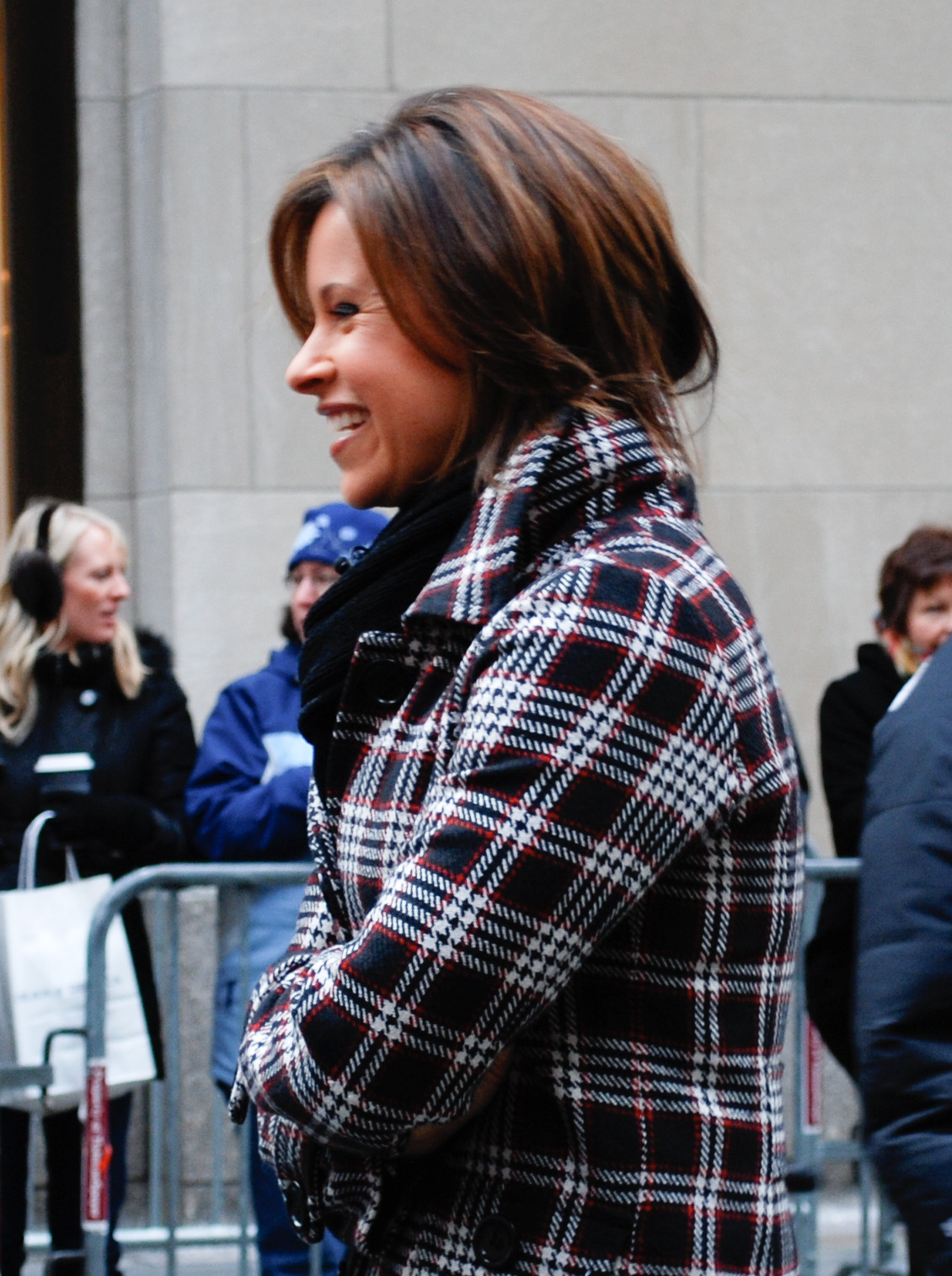
Jenna Wolfe

Jenna Wolfe (* 26. Februar 1974 in Kingston, Jamaika) ist eine US-amerikanische Fernsehmoderatorin, Nachrichtensprecherin und Fernsehjournalistin.

## Leben
Wolfe studierte an der Binghamton University. Als Fernsehmoderatorin war sie in der US-amerikanischen Fernsehsendung Weekend Today tätig. Von 2012 bis 2014 war sie bei Weekend Today Hauptnachrichtensprecherin. Von 2007 bis 2014 war sie als Korrespondentin für den US-amerikanischen Fernsehsender National Broadcasting Company tätig. Wolfe ist mit der Journalistin Stephanie Gosk verheiratet und hat zwei Kinder.